# غونتر كاوفمان
غونتر كاوفمان (بالألمانية: Günther Kaufmann) (و. 1947 – 2012 م) هو ممثل تلفزيوني، وممثل، من ألمانيا، ولد في ميونخ، شارك في Ich bin ein Star – Holt mich hier raus! ‏، توفي في برلين، عن عمر يناهز 65 عاماً بسبب نوبة قلبية.

## وصلات خارجية
- غونثر كوفمان على موقع IMDb (الإنجليزية)
- غونثر كوفمان على موقع ألو سيني (الفرنسية)
- غونثر كوفمان على موقع ميوزك برينز (الإنجليزية)
- غونثر كوفمان على موقع أول موفي (الإنجليزية)
- غونثر كوفمان على موقع قاعدة بيانات الأفلام السويدية (السويدية)
- غونثر كوفمان على موقع ديسكوغز (الإنجليزية)
- غونثر كوفمان على موقع قاعدة بيانات الفيلم (الإنجليزية)
- غونثر كوفمان على موقع كينوبويسك (الروسية)